# Erik von Baer
Erik von Baer von Lochow (Petkus, Brandeburgo, 30 de julio de 1941) es un ingeniero agrónomo, empresario e investigador alemán avecindado en Chile, que se dedica al uso de la genética en el cultivo del trigo en la zona sur de dicho país.
Es hermano de Heinrich von Baer, exrector de la Universidad de La Frontera de Temuco entre los años 1987 y 2002.

## Biografía

### Niñez y emigración a Chile
Erik von Baer nació en la Alemania nazi en medio del conflicto de la Segunda Guerra Mundial. Su padre, un fitomejorador doctorado en el Instituto Max Planck,[cita requerida] participó en ella tardíamente, como miembro de las Waffen-SS. Por esta razón, una vez acabada la guerra, no podía abandonar su país y estaba siendo investigado junto a su esposa por crímenes de guerra.
Unos años después a su padre se le ofreció un contrato como director de la Estación Experimental de la Sociedad Nacional de Agricultura (SNA) ubicada en Huelquén, Chile.[cita requerida] Para aceptar el empleo debió viajar clandestinamente en el año nuevo de 1948 a Amberes, Bélgica, donde luego de declarar que su participación en la guerra se había reducido al cargo de cabo en el Ejército alemán, consiguió un salvo conducto para llegar a Chile. Así, en 1949 y con siete años de edad, Erik von Baer se trasladó junto con sus padres y hermano a la Zona Central de Chile.[cita requerida]

### Semillas Baer
Tras permanecer durante un tiempo en la zona central, su familia optó por emigrar a Gorbea, en la zona sur, donde en 1956 se creó formalmente la empresa Semillas Baer. Seis años después de su llegada a dicha ciudad se trasladó a la Universidad de Concepción para estudiar agronomía.
A raíz de la muerte de su padre, en 1965, asumió el manejo de la empresa. A fines de esa década, gracias a un trabajo avanzado por aquel, lanzó la variedad de trigo Intermedio, la cual permitió a los productores sembrar en invierno y verano.
A comienzos de la década de 1980 trabajó la variedad Peneca y en los años 1990 destacó con Otto, especialmente formulada para el suelo del sur. Entre el 68 y el 72 participó de diversos proyectos, entre ellos el mejoramiento de la producción para la calidad alimenticia (Lupino y Quinoa) junto a Corfo y la Universidad de Concepción y Asesorías en proyectos internacionales de «proteínas no convencionales», especialmente lupino en Perú, Bolivia y Brasil.[cita requerida]
En su empresa ha logrado introducir masivamente el lupino y desarrollar nuevos cultivares. Es reconocido por la obtención de variedades de trigo y cebada, las que han logrado connotación nacional, principalmente en la zona sur y centro sur del país, las cuales se caracterizan por su tolerancia al aluminio tóxico en suelos ácidos, característica de los suelos de la zona.[cita requerida] Como fitomejorador obtuvo diversas variedades exitosas en el mercado agrícola. Algunas de ellas son: Intermedio (1968), Éxito (1978), Export (1980), As (1983), Peneca (1983), Pillan (1988), Paleta (1986), Colono (1987), Otto (1990), Taita (1994), Crack (1995), Quijote (1997), Caluga (2000), Fritz (2005), Invento e Impulso (2007), Maxi (2008), entre otros.
En el año 2000, las municipalidades de Vilcún, Melipeuco, Cunco, Padre Las Casas y Semillas Baer, firmaron un convenio de Investigación, Desarrollo y Capacitación en el cultivo de la quínoa, con el objetivo de recuperar su cultivo y uso. En éste marco lanzó una nueva variedad de la especie, a la cual llamó «La regalona», producto de una cruza entre quínoa chilena y ecuatoriana.
En la actualidad, Erik Von Baer lidera su empresa familiar orientada al fitomejoramiento de especies.

## Controversias
En mayo de 2011 fue foco de polémica por su participación en las sesiones de debate del Senado, luego de las cuales se aprobó el Convenio UPOV 91, que aumenta las garantías para los obtentores de variedades vegetales, lo que a juicio de sus detractores, favorece a las empresas transnacionales y perjudican a los campesinos. Esto provocó reacciones por parte de miembros de la opositora Concertación, los mismos que impulsaron la ley y solicitaron al congreso en 2010 a ratificarla quienes criticaron el hecho, más aún considerando que una de sus hijas, Ena, era la ministra secretaria general de Gobierno del presidente en ejercicio, Sebastián Piñera, y al mismo tiempo la poseedora de un 15% de las acciones de la empresa de su padre. Ena von Baer fue ministra hasta julio de 2011.

## Reconocimientos
En 1993 fue nombrado miembro de la Academia de Ciencias de Rusia, por sus aportes a la genética del lupino.[cita requerida]
En 2009 recibió el premio a la Innovación Agraria, FIA, del Ministerio de Agricultura, otorgado durante el primer gobierno de la presidenta Michelle Bachelet.
En 2011, la Academia de Ciencias Agropecuarias de Rusia premió al genetista por su aporte al fitomejoramiento del lupino en la agricultura mundial, en el marco del último congreso realizado por la asociación en Polonia.